# Гусар на даху
«Гусар на даху» (фр. Le Hussard sur le toit) — французький історичний фільм-драма режисера Жана-Поля Раппно 1995 року, знятий за романом Жана Жіоно «Вершник на даху» (фр. Le Hussard sur le toit). Фільм було номіновано на отримання премії «Сезар» у 10-ти категоріях, у двох з яких він отримав перемогу .

## Сюжет
Події картини відбуваються в 1830-х роках, після падіння Наполеона. 25-річний італійський полковник Анджело Парді намагається сховатися у Франції від таємної австрійської поліції. Йому доводиться ховатися від переслідування вбивць у самий розпал епідемії холери. Зовсім випадково він знайомиться з молодою чарівною маркізою Поліною де Теюс, який він пропонує свою підтримку, бувши вельми шляхетним юнаком. Разом їм належить пережити безліч романтичних і небезпечних пригод, балансуючи на межі життя і смерті, але тільки любов зможе допомогти подолати їм усі труднощі. Анджело і Полін чекають погоні, протистояння хворобі і ворогам, що оточують їх з усіх боків, але вони спробують вистояти у цій сутичці.

## У ролях
| Актор(ка)         |   | Роль                    |
| ----------------- | - | ----------------------- |
| Жульєт Бінош      | … | маркіза Поліна де Теюс  |
| Олів'є Мартінес   | … | полковник Анджело Парді |
| П'єр Ардіті       | … | Пейроль                 |
| Франсуа Клюзе     | … | лікар                   |
| Жан Янн           | … | книгоноша               |
| Клаудіо Амендола  | … | Маджіонарі              |
| Ізабель Карре     | … | гувернантка             |
| Карло Чеккі       | … | Джузеппе                |
| Крістіяна Кохенді | … | Мадам Пейроль           |
| Жак Серей         | … | чоловік похилого віку   |
| Наталі Кребс      | … | Мадам Бартелемі         |
| Йоланда Моро      | … | мадам Рігоар            |
| Жерар Депардьє    | … | комісар поліції         |

## Нагороди та номінації
| Рік  | Нагорода                                          | Категорія                                                            | Номінант                                    | Результат |
| ---- | ------------------------------------------------- | -------------------------------------------------------------------- | ------------------------------------------- | --------- |
| 1996 | Премія «Сезар»                                    | Найкращий оператор                                                   | Тьєррі Арбоґаст                             | Перемога  |
| 1996 | Премія «Сезар»                                    | Найкращий звук                                                       | П'єр Гаме, Жан Гудьєр, Домінік Еннекен      | Перемога  |
| 1996 | Премія «Сезар»                                    | Найкраща акторка                                                     | Жульєт Бінош                                | Номінація |
| 1996 | Премія «Сезар»                                    | Найкращий дизайн котюмів                                             | Франка Скуарчапіно                          | Номінація |
| 1996 | Премія «Сезар»                                    | Найкращий режисер                                                    | Жан-Поль Раппно                             | Номінація |
| 1996 | Премія «Сезар»                                    | Найкращий монтаж                                                     | Ноелль Буассон                              | Номінація |
| 1996 | Премія «Сезар»                                    | Найкращий фільм                                                      | Жан-Поль Раппно                             | Номінація |
| 1996 | Премія «Сезар»                                    | Найкраща музика до фільму                                            | Жан-Клод Петі                               | Номінація |
| 1996 | Премія «Сезар»                                    | Найкращі декорації                                                   | Жак Руксель, Еціо Фріджеріо, Крістіан Марті | Номінація |
| 1996 | Премія «Сезар»                                    | Найперспективніша акторка                                            | Ізабель Карре                               | Номінація |
| 1997 | Італійський національний синдикат кіножурналістів | Срібна стрічка (італ. Nastro d'Argento) за найкращий дизайн костюмів | Франка Скуарчапіно                          | Перемога  |